# 视觉

背側皮質视觉路（綠色）與腹側皮質视觉路（紫色）

视觉（vision）或视知觉（visual perception），是环境中某波长范围的电磁波刺激视觉系统的外周感觉器官（眼）后，再经中枢神經有关部份编码加工分析而获得的主观感觉。
人眼分为感光细胞（视桿细胞和视锥细胞）的视网膜和折光（角膜，房水，晶状体和玻璃体）系统两部份，可接受波长380至760纳米的电磁波（可见光部分，約150种色）刺激。光折射在视网膜上成像，经视神经传入到大脑视觉中枢，大腦分辨看到物体的色泽和亮度，因而我們可以看清视觉范围内的发光或反光物体的轮廓、形状、大小、颜色、距離、表面细节等情况。人和动物用视觉感知外界物体大小、明暗、颜色、动静，获得对生存有重要意义的各种訊息，视觉接收至少八成外界訊息，可算是人类以及某些动物最重要的感觉。
视觉感受野（receptive field of vision）是指视网膜上的一定区域与范围，当受刺激时，就能激活视觉系统与这个区域有联系的各层神经细胞的活动。网膜这个区域就是这些神经细胞的感受野。
值得注意的是，有视觉欺骗實验證明人看到的内容和本身想看到的内容有关。